# Спартак (футбольный клуб, Нижний Новгород)
«Спартак» — бывший российский футбольный клуб из Нижнего Новгорода. До 2006 года представлял Челябинск, до 2005 года носил название «Лукойл».

## История
Клуб был основан в 2000 году на базе футбольной команды «Лукойл» (пос. Аргаяш Челябинской области).
В 2004—2005 годах — дочерний клуб московского «Спартака».
Президентом клуба являлся Юрий Первак — генеральный директор ООО «Лукойл-Челябнефтепродукт». В 2004 году он перешёл на должность генерального директора в ФК «Спартак» (Москва), затем снова стал возглавлять руководство ФК «Лукойл».
В 2006 году клуб переехал из Челябинска в Нижний Новгород. В январе 2007 года «Спартак» сменил своё название на «Нижний Новгород», однако выступить под этим названием команде не довелось — в феврале, в связи с отказом от прохождения аттестации, клуб был исключён из состава участников Ассоциации «ПФЛ» и расформирован.

### История смены названия
- 2000 — 11 февраля 2005 — «Лукойл» (Челябинск)[Комм. 1]
- 12 февраля 2005 — 14 февраля 2006 — «Спартак» (Челябинск)
- 15 февраля 2006 — январь 2007 — «Спартак» (Нижний Новгород)
- январь 2007 — «Нижний Новгород»[12] (не путать с двумя другими ФК «Нижний Новгород»: основанным в 2007 году и основанным в 2015 году)

## Результаты

### На региональном уровне
- 2000 — 8 место в чемпионате Челябинской области
- 2001 — 1 место в чемпионате Челябинской области

### На межрегиональном уровне
- 2001 — 1 место в первенстве КФК — в зоне «Урал и Западная Сибирь», 3 место — в финальном турнире
- 2001 — победитель Кубка Урала и финального этапа Кубка России среди КФК[13]

### В первенстве России
- 2002 — 3 место во втором дивизионе, зона «Урал»
- 2003 — 2 место во втором дивизионе, зона «Урал-Поволжье»
- 2004 — 2 место во втором дивизионе, зона «Урал-Поволжье»; выход в первый дивизион
- 2005 — 9 место в первом дивизионе
- 2006 — 18 место в первом дивизионе; выбывание во второй дивизион

### В Кубке России
В розыгрышах Кубка России команда принимала участие 5 раз (проведя 15 матчей). Высшее достижение — выход в 1/16 финала в последнем для себя розыгрыше — сезоне-2006/07, где уступила московскому «Динамо» (1:3, 0:2). Во всех предыдущих четырёх розыгрышах вылетала из турнира в серии послематчевых пенальти.

### Другое
Представлял Россию в Кубке УЕФА среди любительских команд во Франции (региональный этап проходил в Словакии).
Сыграл несколько матчей на международной арене.
| 30 ноября 2004 | Лукойл (Челябинск) | 1:0     | Вольфсбург | Миттерзилль, Австрия                |
| 19:00 МСК      | Ананко 5′          | (отчёт) |            | Стадион: Фуссбальплац «Миттерзилль» |

| 8 декабря 2004 | Лукойл (Челябинск) | 6:0     | БАТЭ | Миттерзилль, Австрия                |
| 19:00 МСК      |                    | (отчёт) |      | Стадион: Фуссбальплац «Миттерзилль» |

| 10 июля 2005 | Спартак (Челябинск) | 5:0     | БАТЭ | Челябинск, Россия               |
| 19:00 МСК    |                     | (отчёт) |      | Стадион: Центральный, Челябинск |

| 18 ноября 2005 | Спартак (Челябинск) | 3:0     | Рапид (Вена) | Челябинск, Россия               |
| 19:00 МСК      |                     | (отчёт) |              | Стадион: Центральный, Челябинск |

| 10 марта 2006 | Спартак (Челябинск) | 3:0     | Кайрат (Алма-Ата) | Челябинск, Россия               |
| 19:00 МСК     |                     | (отчёт) |                   | Стадион: Центральный, Челябинск |

### Вторая команда
В 2002 году вторая команда «Лукойла» («Лукойл»-д) заявилась на первенство КФК (зона «Урал и Западная Сибирь»), но в итоге провела только 9 игр из 20-ти. После неявки на один из матчей, с команды было снято 3 очка, после чего команда снялась с первенства.

## Главные тренеры
- Миргалимов, Фаиль Фарасатович: 2000—2002
- Петрушин, Алексей Алексеевич: 2003 (до 23 июня)
- Макаров, Сергей Владимирович: 2003 (30 июня — 21 июля, и.о.)
- Синицын, Борис Алексеевич: 2003 (со 2 августа)[17]
- Овчинников, Валерий Викторович: 2004
- Кузнецов, Дмитрий Викторович: 2005[Комм. 2]
- Морозов, Геннадий Владимирович: 2006 (до 8 мая)
- Галямин, Дмитрий Александрович: 2006 (15 мая — 17 июля)
- Гридин Геннадий Григорьевич: 2006 (28 июня — 13 сентября)
- Мананников, Андрей Иванович: 2006 (с 16 сентября)[21]

Комментарий:
1. ↑  В первенстве области клуб носил название «Гелиос-Лукойл», с началом выступления в соревнованиях ПФЛ поменял название на «Лукойл», при этом в календаре и СМИ в первой половине 2002 года команда часто обозначалась всё ещё как «Гелиос-Лукойл»[10][11].
2. ↑  По ходу сезона был уволен. Де-факто главным тренером являлся Геннадий Морозов[18][19]. В статистическом блоке еженедельника «Футбол» по первому дивизиону за сезон 2005 года «Кто играл, кто забивал» обозначены как «тренеры»[20].